# Jörgensmühle

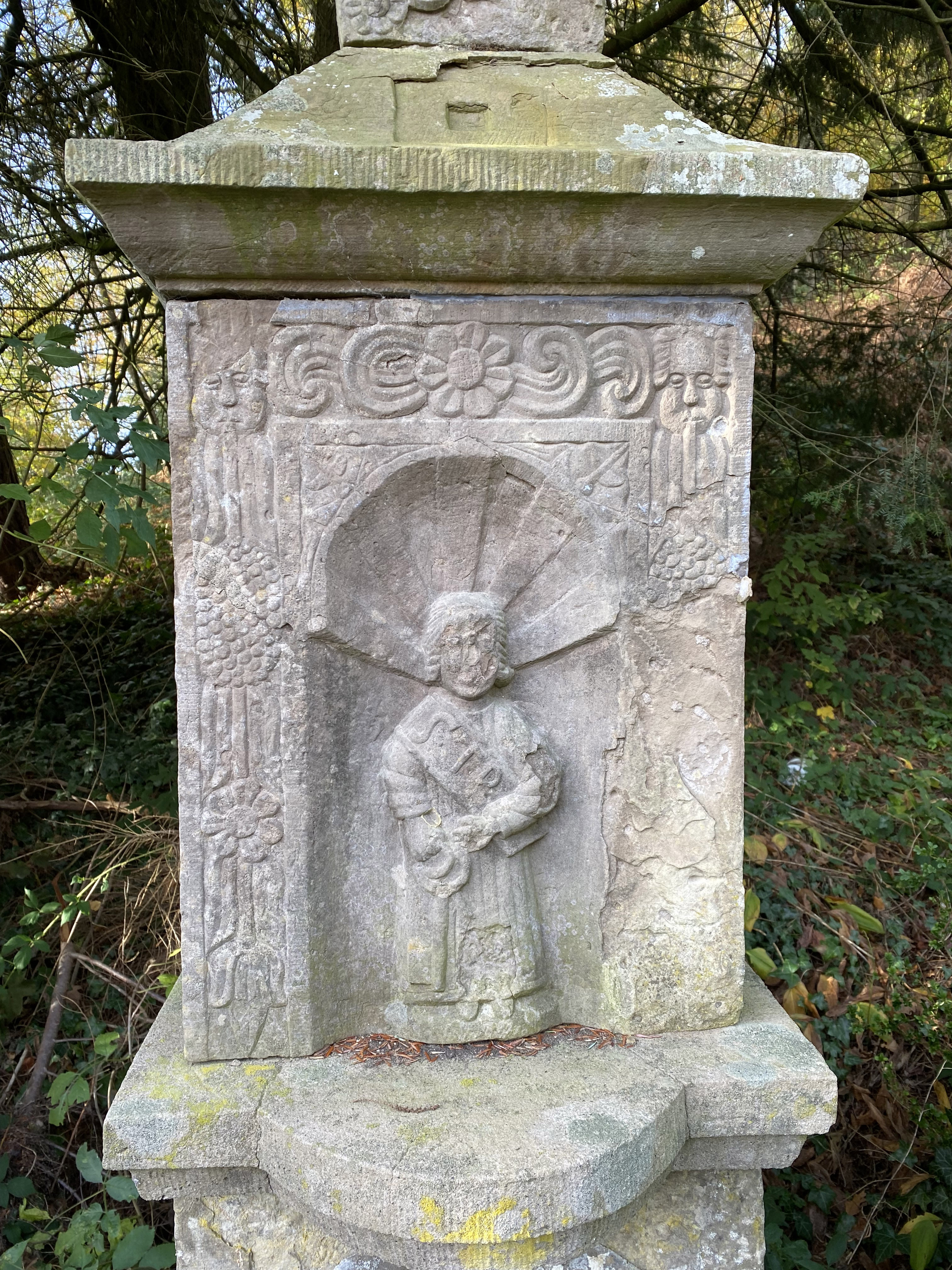
Wegekreuz (1776)

Jörgensmühle ist eine Ortschaft in der Gemeinde Wipperfürth im Oberbergischen Kreis im Regierungsbezirk Köln in Nordrhein-Westfalen (Deutschland).

## Lage und Beschreibung
Jörgensmühle liegt südwestlich von Wipperfürth im Tal der Kürtener Sülz an der Landesstraße L286. Nachbarorte sind Gerhardsfeld, Berghausen, Büchel und Alfen.
Der Ort gehört zum Gemeindewahlbezirk 150 und damit zum Ortsteil Thier.

## Geschichte
1443 wird der Ort erstmals unter der Bezeichnung „to der Molen“ in einer Einkunfts- und Rechteliste des Kölner Apostelstiftes genannt. Die Karte Topographia Ducatus Montani aus dem Jahre 1715 zeigt zwei Höfe und bezeichnet diese mit „Jürgensmühl“. Die Topographische Aufnahme der Rheinlande von 1825 zeigt auf umgrenztem Hofraum ein Mühlensymbol und fünf getrennt voneinander liegende Grundrisse. Die Ortsbezeichnung lautet in dieser Karte „Gurgens M.“. Ab der topografischen Karte von 1894 bis 1896 wird der Name Jörgensmühle verwendet.
Aus dem Jahre 1776 stammt das im Ortsbereich stehende Wegekreuz aus Sandstein.

## Busverbindungen
Linien 426 & 429 bedient durch Ovag und Wupsi.
- 426: täglich im Stundentakt zwischen Wipperfürth Busbf – Ahe (Tier) – Kürten – Bergisch Gladbach S. (einzelne Fahrten über Tier)
- 429: hauptsächlich als Schulverkehr zwischen Wipperfürth – Kürten-Olpe – (Eichhof – Biesfeld)

Hinweis: Nach Tier ist ein Pendelbus eingerichtet worden von Mo.–Fr. (7.00–17.00) wegen Bauarbeiten. (Stand: April 2025)

## Wanderwege
Die vom SGV ausgeschilderte Rundwanderweg A3, A4 und der Thierer Rundweg führen durch den Ort.

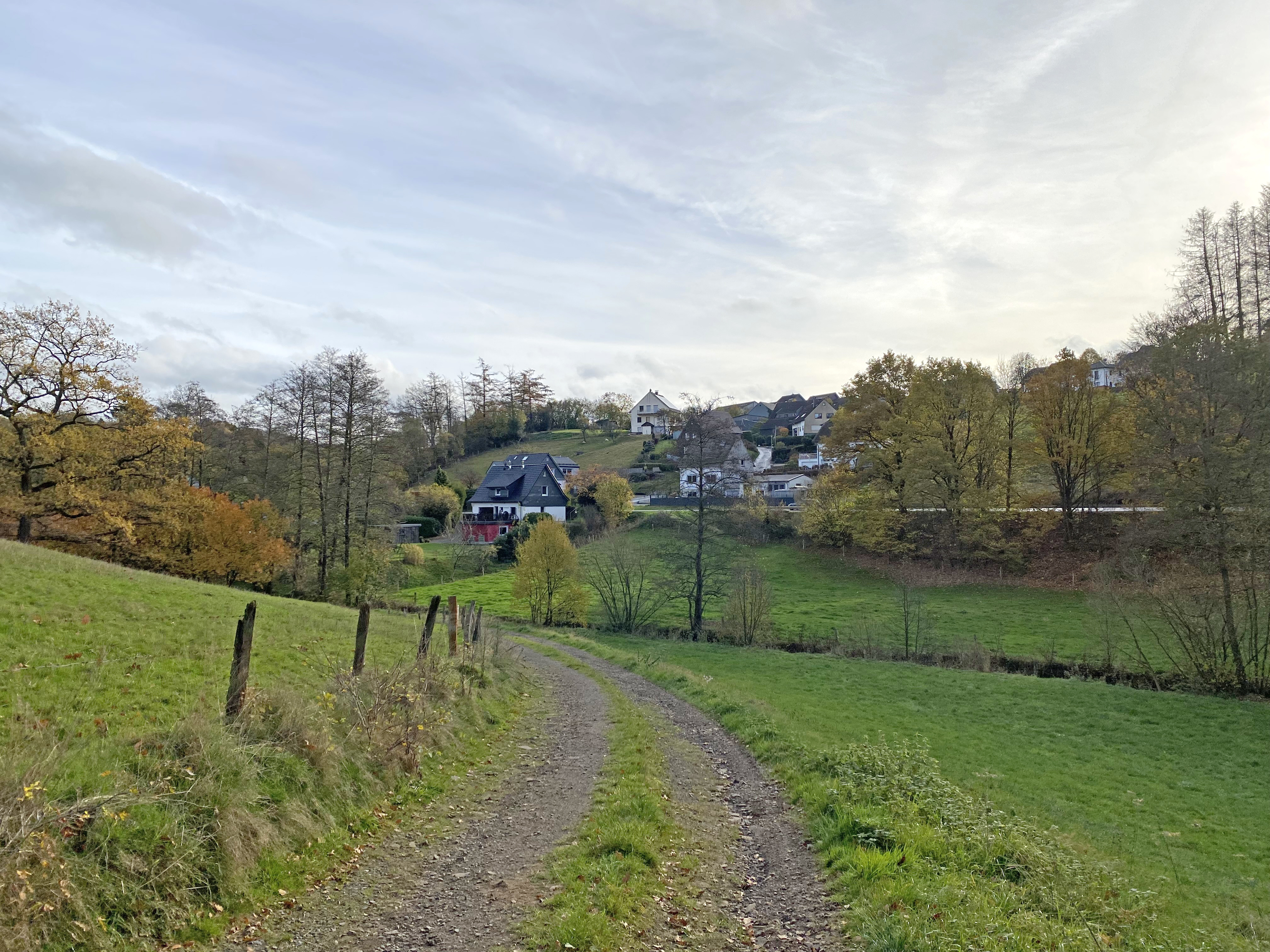
Jörgensmühle – hinten: L 286 – Straße bergauf nach Büchel
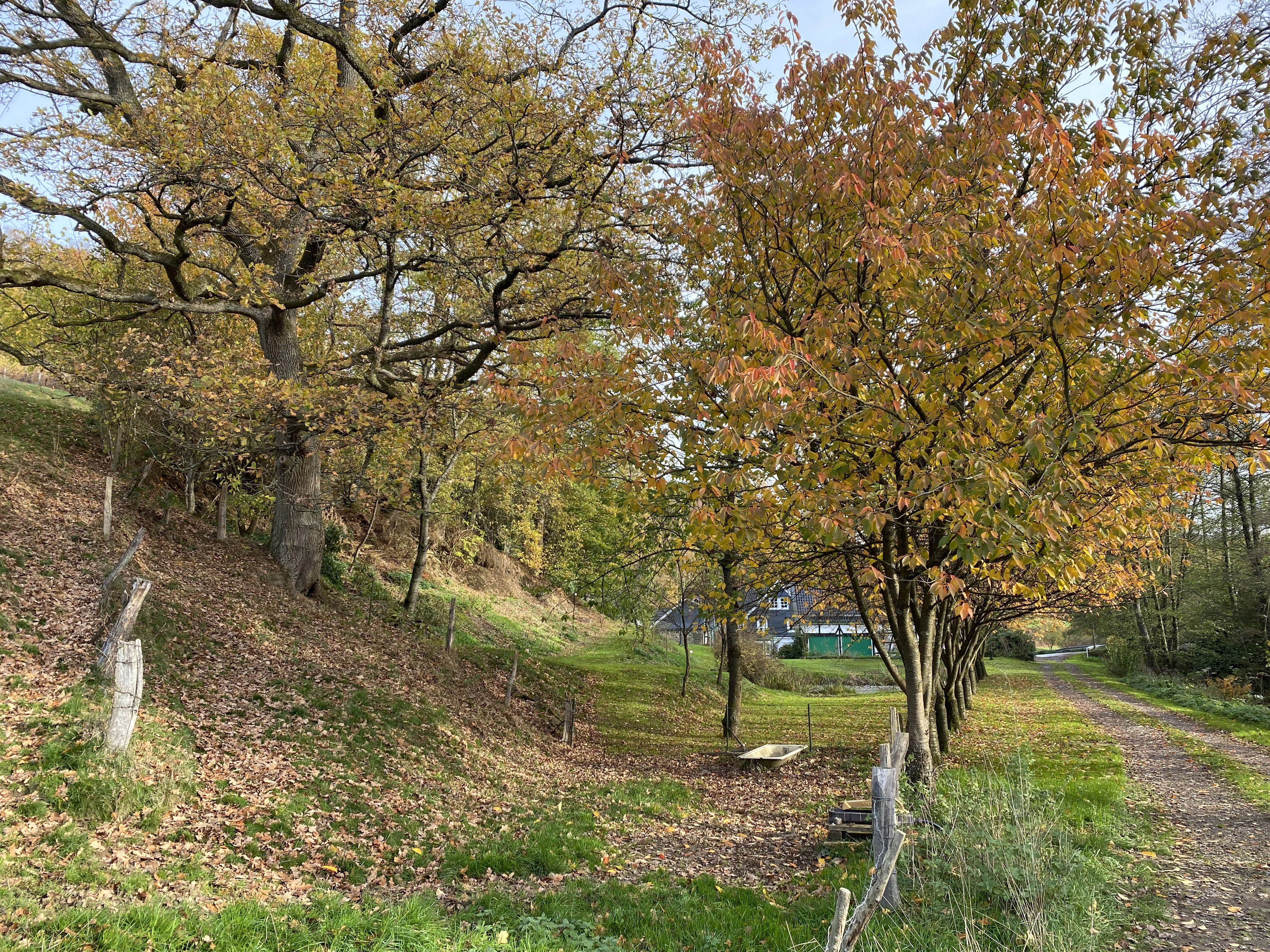
Weg zw. Gerhardsfeld und Jörgensmühle
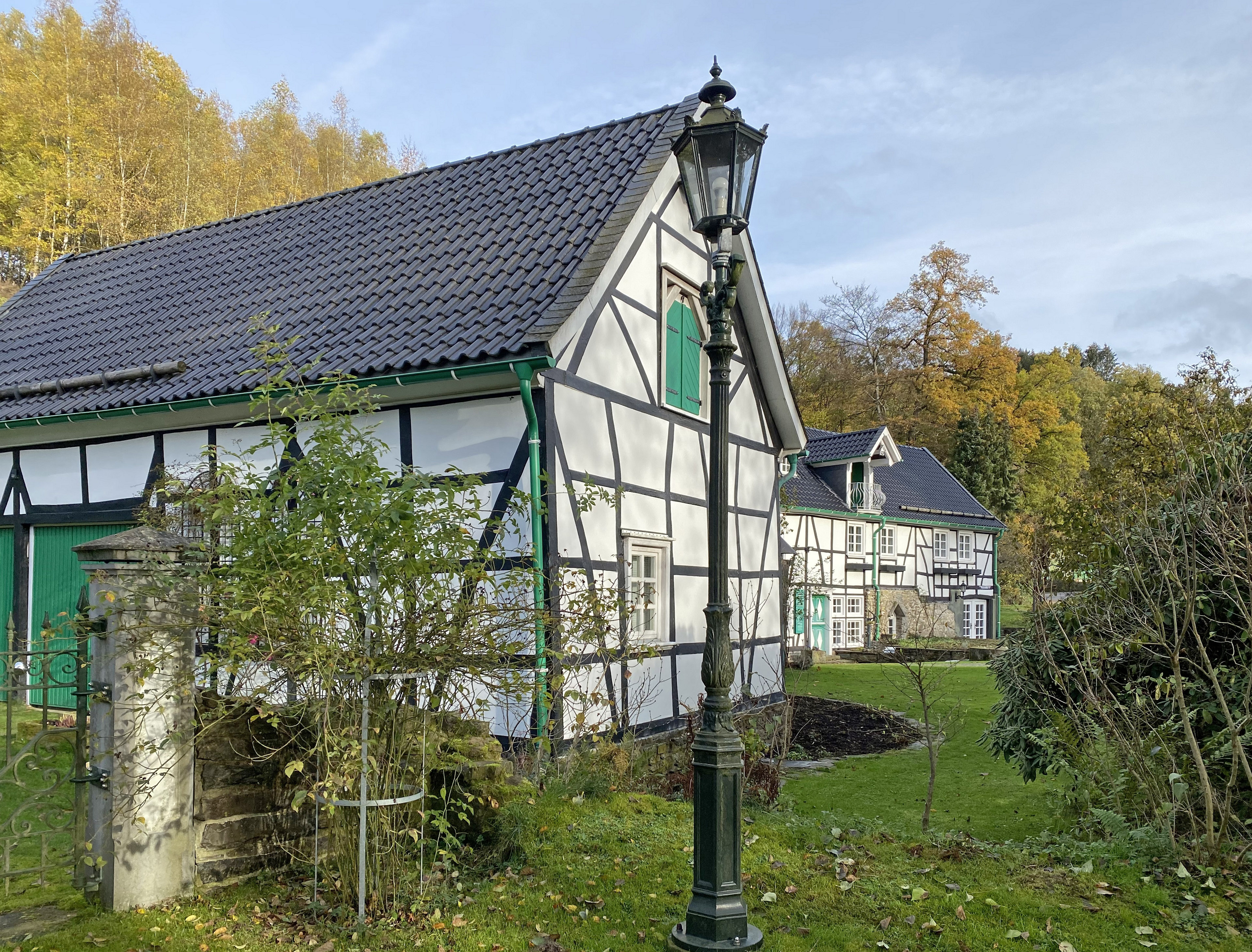
Jörgensmühle 16
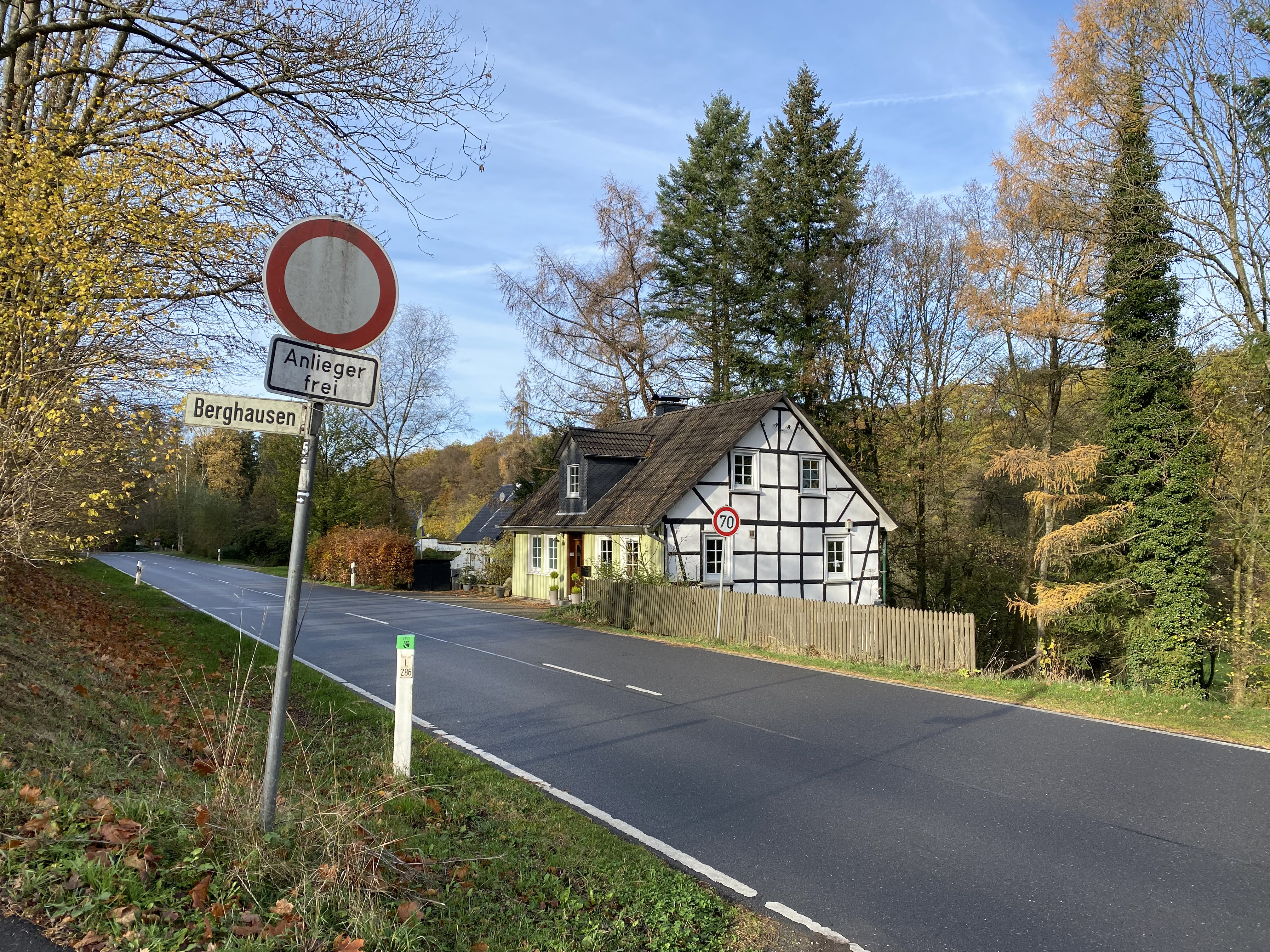
Jörgenmühle 22 – Abzweigung der Straße nach Berghausen von der L 286